# Дадаев, Заур Шарипович
Зау́р Шари́пович Дада́ев (род. 15 августа 1982 или 31 октября 1983, Старомарьевка, Ставропольский край или Махачкала) — российский военнослужащий, признанный Московским окружным военным судом виновным в убийстве российского оппозиционного политика Бориса Немцова. Согласно приговору суда, вынесенному в июле 2017 года, убийство было совершено по найму за вознаграждение в 15 миллионов рублей. Суд приговорил Дадаева к 20 годам колонии строгого режима.
В прошлом — заместитель командира чеченского батальона «Север», входящего в состав 46-й отдельной бригады оперативного назначения Внутренних войск МВД России, в звании лейтенанта.

## Биография
Родился в селе Старомарьевка Ставропольского края. Детство провёл в станице Вознесенская (Ингушетия).
Служил в батальоне внутренних войск «Север», который дислоцирован в Грозном, командует этим подразделением брат ближайшего соратника Рамзана Кадырова — Алибек Делимханов, родной брат депутата государственной думы Адама Делимханова. Принимал участие во Второй чеченской кампании 1999—2000 годов. Дадаев награждён «Орденом Мужества» за операцию против боевиков, проведённую в ночь на 2 октября 2009 года неподалёку от селения Беной, а также за мероприятия в отношении террористов, совершивших нападение на родовое селение Кадырова Центарой в 2010 году. Награждён медалями «За отвагу», «За заслуги перед Чеченской республикой». 23 декабря 2014 года Дадаев обратился с рапортом об увольнении с военной службы по собственному желанию, с 27 января по 28 февраля он находился в отпуске за 2015 год, после прибытия из отпуска он был уволен и исключён из списка воинской части.
В последнее время до ареста Заур Дадаев не работал, проживал в Москве, а также в городе Малгобеке республики Ингушетия.

## Обвинение
7 марта 2015 года Дадаев был задержан на территории Ингушетии, на следующий день арестован и доставлен в Москву. Ему были предъявлены обвинения по статье 105 часть 2 пункт «ж» и «з» (убийство, совершённое организованной группой из корыстных побуждений или по найму, а равно сопряжённое с разбоем, вымогательством или бандитизмом), а также части 3 статьи 222 УК (незаконное приобретение, хранение и перевозка оружия, совершённая организованной группой). 9 марта 2015 года появились сообщения о признании Дадаева в организации совершении преступления. По версии следствия, Дадаев непосредственно расстрелял Немцова. Причиной совершённого убийства стали, по словам Дадаева, антиисламские высказывания Бориса Немцова, сделанные им, в частности, в связи с терактом в редакции французского журнала Charlie Hebdo. По сообщению «Росбалта», следствие считает, что причиной также является то, что Немцов написал на своей странице в Facebook, что «Кадыров своими угрозами в адрес Венедиктова грубейшим образом нарушает 144 ст УК России „Воспрепятствование законной деятельности журналистов“. По этой статье Рамзану грозит два года отсидки».
По версии следствия, его сообщниками были братья Шагид и Анзор Губашевы (родственники Дадаева), а также Хамзат Бахаев и Тамерлан Эскерханов. Ещё один подозреваемый, Беслан Шаванов, также служил в батальоне «Север» и погиб при задержании в Грозном: он подорвал себя гранатой в подъезде дома, в котором проживал.
В СМИ сообщалось, что Заур Дадаев какое-то время был единственным из подозреваемых, признавшим свою вину, но 10 марта при визите членов Общественной наблюдательной комиссии города Москвы Евы Меркачёвой и Андрея Бабушкина Дадаев отказался от признательных показаний и заявил, что оговорил себя, чтобы спасти своего друга и бывшего подчинённого Руслана Юсупова, и чтобы его самого «до Москвы довезли живого».

## Суд
3 октября 2016 года в Московском окружном военном суде было начато рассмотрение уголовного дела. Дело рассматривалось с участием присяжных заседателей, под председательством судьи Юрия Житникова. Перед судом помимо Дадаева предстали ещё четверо: братья Анзор и Шадид Губашевы, Темирлан Эскерханов и Хамзат Бахаев. Всем им было предъявлено обвинение в убийстве из корыстных побуждений, за 15 миллионов рублей. При этом Зауру Дадаеву было предъявлено обвинение в непосредственном совершении убийства, остальные, по версии следствия, помогли Дадаеву совершить убийство (следили за Немцовым, привозили и увозили Дадаева и т. п.). Никто из подсудимых не признал себя виновным. Судебное разбирательство продолжалось 9 месяцев. По делу состоялось 75 судебных заседаний. 29 июня 2017 года присяжные заседатели большинством голосов признали всех подсудимых виновными и не заслуживающими снисхождения. За виновность Дадаева проголосовали 10 присяжных из 12. 13 июля 2017 года судья огласил приговор, согласно которому подсудимые приговорены:
- Заур Дадаев — к 17 годам по статье 105 УК («Убийство») и к 7 годам со штрафом 100 тысяч рублей по статье 222 УК («Незаконные приобретение, передача, сбыт, хранение, перевозка или ношение оружия, его основных частей, боеприпасов»). Окончательное наказание — 20 лет в колонии строгого режима и штраф 100 тысяч рублей с лишением звания и наград.
- Анзор Губашев — к 16 годам по статье 105 УК, к 7 годам и 100 тысячам рублей штрафа по статье 222 УК. Окончательное наказание — 19 лет в колонии строгого режима и штраф 100 тысяч рублей с ограничением свободы на два года.
- Шадид Губашев — к 14 годам по статье 105 УК, к 6 годам и 100 тысячам рублей штрафа по статье 222 УК. Окончательное наказание — 16 лет в колонии строгого режима и штраф 100 тысяч рублей с ограничением свободы на два года.
- Темирлан Эскерханов — к 12 годам по статье 105 УК, к 6 годам и 100 тысячам рублей штрафа по статье 222 УК. Окончательное наказание — 14 лет в колонии строгого режима и штраф 100 тысяч рублей с ограничением свободы на два года.
- Хамзат Бахаев — к 9 годам по статье 105 УК, к 5 годам и 100 тысячам рублей штрафа по статье 222 УК. Окончательное наказание — 11 лет в колонии строгого режима и штраф 100 тысяч рублей с ограничением свободы на два года[15].

## Мнения
По словам Главы Чечни Рамзана Кадырова, Дадаев был «одним из самых бесстрашных и мужественных военнослужащих полка», был награждён «Орденом Мужества», медалью «За отвагу» и многими другими наградами. Незадолго до убийства Немцова уволился со службы. «Заур Дадаев — я его знаю. Я проводил спецмероприятие. Он был исполнителем в горах. Он показал себя мужественным, храбрым воином. Он защищал интересы нашего государства на высшем уровне. Мы за одну операцию 8 бандитов убили, потом ещё 12. Я его знаю как воина. Если он совершил преступление. Я ему говорю: „Возьми на себя, и всё!“ Он не должен бояться. Он не трус» — сказал Кадыров. Заур Дадаев является «настоящим патриотом России, воином и мужчиной. Только в одном бою под Беноем Заур лично убил восемь боевиков — радикалов, планировавших теракты в городах России» — рассказал глава Чечни в своём интервью.
Начальник Малгобекского РОВД Мурад Зариев отмечал: «Я про него был наслышан. Мои сотрудники, которые сами из Вознесенской, знают его хорошо, рассказывали тоже. Понятно, что парень он твёрдый. С головой. Не тот командир, который вперёд себя своих ребят пускает. Нет, он сам везде первый идёт, и идёт до конца, заднюю не включает. С таким не страшно. Твёрдо понятно, что своих он не сдаст».
По мнению председателя Исламского комитета России Гейдара Джемаля, «свою позицию Дадаев занял сознательно, рассчитывая, что на нём всё и остановится, так как остальные не признаются в соучастии в убийстве, а его самого смогут вытащить. Но если окажется, что он патриот, как охарактеризовал его Кадыров, то может получиться, что он выполнял волю своего вышестоящего начальства. При этом версия о Charlie Hebdo слаба тем, что есть гораздо более негативно высказывавшиеся об исламе люди, у Немцова же не было никакой исламофобии».

## Семья
Не женат. Старший брат — Руслан, живёт в Пятигорске, занимается монтажом окон. Есть ещё один старший брат и младшая сестра. Их отец умер несколько[сколько?] лет назад.
Этнические чеченцы Дадаевы переехали из станицы Вознесенская в числе многих других семей по программе переселения.
По данным журналиста Lenta.ru Сергея Лютых, сестра матери Заура — Лариса Дадаева, проживающая в Герардсбергене (Бельгия), в январе 2014 года выиграла иск против России в Европейском суде по правам человека на сумму 120 тысяч евро за нарушение 2-й статьи Европейской конвенции о защите прав человека (право на жизнь). Поводом для иска послужил случай 24 сентября 2001 года, когда в 4 часа утра в дом Дадаевой в селе Алхазурово ворвались сотрудники российских силовых структур, которые, согласно материалам дела, избили членов семьи и увели с собой мужа Дадаевой — Майрбека Шаванова и его брата Асламбека Шаванова, после чего семья не имела сведений о них.